# Stephan Wilson
Stephan Wilson, ursprungligen Yüceyatak, född 14 december 1979, är en svensk programledare. 
Wilson har armeniskt och Syrianskt/Assyriskt ursprung och är uppvuxen i Örebro, numer bosatt i Stockholm.
Han har varit programledare för program som Lilla Sportspegeln, Gomorron Sverige, Orka, Bolibompa, Garage - Älska film!, EU-turken och Doktor NO, samt varit reporter på Lilla Aktuellt, Han har även varit barnens tittarombudsman. 2015 gjorde han tillsammans med SVT en serie som heter "Stephan på glid". I serien skulle han lära sig att åka längdskidor med hjälp av bland andra Johanna Ojala. Målet var att han ska klara av ett helt Vasalopp på 90 kilometer.
Han var 2019 programledare för TV-programmet Min klassiker där han coacher fyra personer med syfte att de ska klara En svensk klassiker.
Wilson har varit nominerad som bästa programledare vid två tillfällen i Kristallen-galan (2006 och 2009) samt vunnit Aftonbladets TV-pris för bästa barnprogram vid två tillfällen med Bolibompa-gänget. Hans program har också nominerats till Nordiska barn-tv festivalen i Ebeltoft. Han har också spelat på Dramatens lilla scen.